# プラチナムプロダクション
株式会社プラチナムプロダクション（英: PLATINUM PRODUCTION INC.）は、東京都渋谷区渋谷に本社を置く芸能プロダクション。

## 概要

### 沿革
- 2000年12月、会社設立。最初にデビューした所属タレントは若槻千夏[1]。
- 2002年、全日本GT選手権イメージガール『wi☆th』をプロデュース。これ以降レースクイーングラビア業界へのプロモートを本格化する。
- 2008年、『第59回NHK紅白歌合戦』に、木下優樹菜が「羞恥心 with Pabo」の一員として所属タレント初の紅白出場を果たした。
- 2015年1月、Silent Sirenが所属アーティスト初の日本武道館公演を開催。
- 2016年、所在地を祐真ビル本館9階に移転。

#### 所在地の変遷
| 期間                    | 所在地（いずれも東京都渋谷区に所在） |
| ----------------------- | ------------------------------------ |
| 設立 - 2003年12月頃     | 渋谷3丁目10-1 渋谷MJビル5階          |
| 2004年1月 - 2011年3月頃 | 渋谷3丁目26-16 第5叶ビル6階          |
| 2011年4月 - 2016年7月   | 渋谷3丁目26-17 DUPLEX B's 10階       |
| 2016年8月 - 現在        | 渋谷3丁目27-11 祐真ビル本館9階       |

## 所属

### 女性タレント
- 愛敬淳希
- 愛沢えみり
- 青科まき
- 青山めぐ
- 赤井沙希
- あのん - 元predia
- アリアナさくら
- 安斉星来
- 池本しおり - テラス×テラス
- 石川翔鈴
- 石川涼楓
- 岩村なちゅ - 元PASSPO☆
- えなこ - PPエンタープライズ業務提携
- 大石絵理
- 大橋あかり
- 小倉優子
- 小田あさ美
- おのののか
- 加賀美早紀
- 筧美和子
- 枷楼はな
- KABA.ちゃん
- 神沢有紗
- 北川美麗
- 工藤美桜
- 黒木麗奈
- 黒嵜菜々子 - 元Peel the Apple
- 小浜桃奈 - EMMARY 5代目編集長
- 小柳ルミ子
- 佐久間由衣
- 沢口けいこ - 元predia
- 釈由美子
- 菅原早記 - 元STU48
- 鈴木ゆうか
- 関谷瑠紀
- 滝瀬すずな
- 橘ひと美 - uijin
- 蓼沼優衣 - 制コレ’20準グランプリ
- 谷まりあ
- 玉井杏奈 - 元PASSPO☆
- 田丸りさ
- 長南舞
- 手島優 - 日テレジェニック2008、ZAK THE QUEEN 2008年度グランプリ
- 寺田御子
- 道京莉羅
- 冨樫真凜 - グラビアネクスト 2020グランプリ
- 土岐田麗子
- 都丸亜華梨
- 都丸紗也華
- 豊田ルナ - ミスマガジン2019グランプリ
- トリンドル瑠奈
- 中村百花 - PISCA所属
- ナタリア聖奈
- 西綾乃
- 西原有紀
- 花巻杏奈
- 濱田よりか
- 早川真由
- 林弓束 - D-Rive predia
- ひかぷぅ
- 平岡明純
- 平岡映美
- 藤本結衣 - 元PALET
- 藤本有紀美 - 元PASSPO☆
- 北條まみ
- 星あや
- 星月梨杏
- 星野加奈 - wi☆th - 2005年にフィットワンに移籍したが、2010年に復籍

- 堀有里
- 堀越かのあ - PISCA所属
- 本郷杏奈
- 舞子
- まえだゆう - 元predia
- 増井みお - 元PASSPO☆
- 松川菜々花 ‐ 元FYT
- 松田望愛 - PISCA所属
- 松林凜
- 丸りおな
- 御子柴かな
- 水埜帆乃香 - 元SKE48
- 湊あかね - 元predia
- 宮野真菜
- 三好佑季 - 魔法×戦士 マジマジョピュアーズ! 愛乃モモカ 役
- 村上麻莉奈
- 村上瑠美奈 - 元predia
- 望月みさ - 元ニコモ
- 百田汐里 - 制コレ24
- 森詩織 - 元PASSPO☆
- 森摩耶 - RADIANT、GLISTAR
- 森崎まみ - 元ほわいてぃず
- 森脇亜紗紀
- 森脇梨々夏
- 山内ともな
- 山川愛理 - 元ローファーズハイ!!
- 山田愛梨
- 山田かな
- 山田南実 - 制コレ18準グランプリ、元Pimm's
- 雪平莉左
- 弓ライカ
- 吉田恵芽 - 金の卵発掘オーディション2016最優秀グランプリ
- 吉田莉桜
- 蘭
- 梁愛美
- 怜佳

### 男性タレント
- 網代聖人 - 元Zero PLANET
- 安藤慶一
- 岩井拳士朗
- 加藤勇也 - 元Zero PLANET
- 川﨑麻世
- 小宮璃央 - 元Zero PLANET

- 酒井貴浩
- 坂口和也 - Jリーグ横浜FCジュニアユース出身
- 標永久
- 砂川信哉
- 髙橋祐理 - Zero PLANET
- 豊田賢太 - 元Zero PLANET

- 中原弘貴 - Zero PLANET
- 中村譲
- 八田拳
- 藤沢響己
- 袴田吉彦
- 横井寛典
- 加藤晴彦
- 多田智
- とまん
- Leo

### アーティスト
- SILENT SIREN[3][4]
  - 吉田菫
  - 山内あいな
  - 黒坂優香子

- DJ C'k
- DJ SHIMA☆YURI
- predia

- ace
- 言xTHEANSWER
- Baby Kiy
- aimi ryou

### 文化人・アスリート
- 上原誠（格闘家）
- 上松大輔（キックボクサー） - Men's Eggのモデルも務める
- 澤山璃奈（フィギュアスケーター）

- J. SUZUKI（アメリカンフットボール選手）
- 清水泰地（ボディビルダー）
- 高村直樹（自転車ロードレーサー）

- 中崎祐衣（コレオグラファー） - DDS
- 中野信治（レーシングドライバー）
- 平手晃平（レーシングドライバー）

## プラチナムピクセル
株式会社プラチナムピクセル（英: PLATINUM PIXEL）は、主にアイドル・アーティストが所属する芸能事務所。

### 沿革（プラチナムピクセル）
- 2014年5月、設立。
- 2014年8月、アイドルグループFYT結成。
- 2014年12月、FYTがJVCケンウッド・ビクターエンタテインメント内のVERSIONMUSICより、「学園地獄」でメジャーデビュー。
- 2015年12月、アイドルグループ閃光ロードショー結成。
- 2016年3月、閃光ロードショーがJVCケンウッド・ビクターエンタテインメント内のVERSIONMUSICより、「NO熱の嵐」でメジャーデビュー。
- 2016年8月、アイドルグループピュアリー3結成。
- 2016年10月、アイドルグループ26時のマスカレイド結成。
- 2020年7月、アイドルグループPeel the Apple結成。
- 2020年9月、ガールズユニットFive emotion結成。
- 2021年1月、アイドルグループ、テラス×テラス、月に足跡を残した6人の少女達は一体何を見たのか…結成。
- 2022年10月、アイドルグループ26時のマスカレイドが解散。
- 2023年、アイドルグループ、ルージュブック、Fuhua(SILENT SIRENすぅプロデュース)結成。
- 2023年、YOSHIKI SUPERSTAR PROJECT Xから生まれたロックバンドとダンス＆ボーカルグループ「XY」のマネジメントを開始、および、ダンス&ボーカルグループ「Protea*(バイプロテア)」結成。

### 所属（プラチナムピクセル）
※2025年6月時点。
- なのっくす。（宮崎湧）
- 栗原航大
- 永島龍之介
- 松岡拳紀介
- 中原弘貴
- 森みはる
- 中村果蓮
- まなこ
- 弓ライカ
- 根岸愛
- 反田葉月
- 夏目一花

#### ユニット（プラチナムピクセル）
- Five emotion
  - 石川翔鈴
  - ひなたまる
  - 海老野心
  - 大塚美波
  - 大橋あかり
- Fuhua
  - アノン
  - ウララ
  - スズナ
  - ナエ
  - ナツキ
  - ハルコ
  - ミユ
  - リリサ
- Peel the Apple（ピール・ジ・アップル）
  - 浅原凜
  - 佐野心音
  - 春海りお
  - 松村美月
  - 山崎玲奈
  - 小田垣有咲
  - 広島世那
  - 南るな
  - 伊織ふう香
  - 佐藤涼風

- テラス×テラス
  - 小野﨑涼帆
  - 森華音
  - 池原のぞみ
  - 池本しおり
  - 伊藤詩由
  - 藤田梨々花
  - 二葉茉由
  - 吉田芽梨奈
  - 梅原麻緒
- 月に足跡を残した6人の少女達は一体何を見たのか…
  - 葵音琴
  - 苗加結菜
  - 夏目一花
  - 羽﨑ほの
  - 早﨑優奈
  - 美南れな
- ルージュブック
  - 月森湖子
  - 春乃梨々花
  - 川畑綾理
  - 瀬奈晴香
  - 白花翠
  - 平井紗凪
  - 櫻木美有

- XY
  - MITCHY
  - HAYATO
  - P→★
  - JAY
  - KICE
  - KANJI
  - RAIA
  - KOUSEI
- Protea*
  - 川村泰成
  - 飯泉遥斗
  - 岡島源武
  - 立嶋迅留
  - 出村香月
  - 綾瀬いぶき
  - 大塚琉司
- SUPER VENUS[5]
  - 浅原凜
  - 黒嵜菜々子
  - 池本しおり
  - 葵音琴
  - 月森湖子

## プラチナム・パスポート
株式会社プラチナム・パスポート（英: PLATINUM PASSPORT）は、2024年までプラチナムプロダクショングループであったアーティスト・アイドル・YouTubeクリエイターなどが所属する芸能事務所。2024年8月に「株式会社EVIDEM（エビデム）」へ名称変更し、プラチナムプロダクショングループから離れた。

### 沿革（プラチナム・パスポート）
- 2007年11月5日、設立。
- 2009年、ガールズロックユニットぱすぽ☆を始動させる（2013年1月、PASSPO☆に表記変更）
- 2010年、大人系セクシーユニットpre-diaを始動させる（2011年12月、prediaに表記変更）
- 2011年、PASSPO☆がユニバーサルミュージックよりメジャーデビュー、女性グループ史上初のオリコン首位デビューを果たす。
- 2012年、アイドルグループpaletを始動させる（2017年6月、PALETに表記変更）。
- 2013年、paletが日本コロムビアよりメジャーデビュー、BAND-MAIDを始動させる。
- 2014年、prediaが日本クラウンよりメジャーデビュー。
- 2016年、BAND-MAIDが日本クラウンよりメジャーデビュー。
- 2017年、PALETが解散。
- 2018年、PASSPO☆が解散。Non Stop Rabbitが所属。
- 2020年12月9日、Non Stop Rabbitがポニーキャニオンよりメジャーデビュー、翌年1月20日にBAND-MAIDが同社に移籍。
- 2021年  BAND-MAIDの海外パートナーとして ユナイテッド・タレント・エージェンシーならびにライブ・ネイションと提携
- 2022年、prediaが解散。同年12月31日を以て、Non Stop Rabbitが業務提携終了。
- 2024年、BAND-MAIDが独立。

### 過去の所属者（プラチナム・パスポート）

#### ユニット（プラチナム・パスポート）
- Non Stop Rabbit
- PASSPO☆
- palet

- BAND-MAID
- predia
- The Aluxx